# Rhagonycha lutea
Rhagonycha lutea – gatunek chrząszcza z rodziny omomiłkowatych i podrodziny Cantharinae.

## Taksonomia
Gatunek ten opisany został po raz pierwszy w 1764 roku przez Ottona Friedricha Müllera pod nazwą Cantharis lutea.

## Morfologia
Chrząszcz o wydłużonym ciele długości od 6 do 9 mm. Głowę ma czarną, pozbawioną guzka między nasadami czułków. Przedplecze ma zaokrągloną krawędź przednią, niezaostrzone kąty tylne i niewklęsłą krawędź tylną. Ubarwione jest jednolicie żółtobrązowo. Kolor tarczki jest czarny. Pokrywy u formy typowej są żółtawobrązowe z ciemnobrązowo lub czarno przyciemnionym wierzchołkiem, a rzadko także z ciemną linią barkową. U głównie południowoeuropejskiej formy banatica pokrywy są czarne z wąsko rozjaśnionymi krawędziami bocznymi. Odnóża mają rozdwojone wierzchołki wszystkich pazurków. Genitalia samca mają edeagus zaopatrzony w tarczkę grzbietową.

## Ekologia i występowanie
Owad ten preferuje wyżyny, ale występuje też na nizinach i w niższych górach. Osobniki dorosłe obserwuje się od maja do sierpnia ze szczytem pojawu w czerwcu. Czasem przylatują do sztucznych źródeł światła. Samica składa przeciętnie 162 jaja. Ich rozwój zarodkowy trwa 11 dni. Po nich następują trzy stadia przedlarwalne, trwające odpowiednio około 12 godzin, dobę i 3 dni.
Gatunek palearktyczny, znany z Irlandii, Wielkiej Brytanii, Francji, Niemiec, Szwajcarii, Austrii, Włoch, Słowenii, Danii, Szwecji, Norwegii, Polski, Czech, Słowacji, Węgier, Białorusi, Ukrainy, Rumunii, Bośni i Hercegowiny, Serbii, Czarnogóry, Bułgarii, Albanii, Grecji, europejskiej części Rosji i Turcji.